# ポエッツ・アンド・マッドメン
『ポエッツ・アンド・マッドメン』（Poets and Madmen）は、アメリカ合衆国のヘヴィメタル・バンド、サヴァタージが2001年に発表したスタジオ・アルバム。フル・レングスのスタジオ・アルバムとしては11作目に当たる。バンドにとって4作目のコンセプト・アルバムで、ピューリッツァー賞を受賞した写真家ケビン・カーターを題材としている。

## 背景
ザッカリー・スティーヴンスとアル・ピトレリの脱退に伴い、バンドは4人編成で本作のレコーディングを行った。その結果、『ストリーツ・ア・ロック・オペラ』（1991年）以来10年振りの、ジョン・オリヴァが全面的にリード・ボーカルを担当したアルバムとなった。ただし、ピトレリは一部の楽曲に参加しており、「ステイ・ウィズ・ミー・アワイル」のアウトロ、「モーフィーン・チャイルド」と「ザ・ルーマー」のメイン・ソロ、「カミサール」のメイン・ソロの前半及びアウトロでリード・ギターを担当。
日本盤やヨーロッパ盤には、スティーヴンスとピトレリが在籍していた時期のライヴ音源がボーナス・トラックとして収録された。アメリカ盤には、『エッジ・オブ・ソーンズ』（1993年）の日本盤ボーナス・トラックであった「ショットガン・イノセンス」が追加収録された。
アルバム・ジャケットの絵は『デッド・ウィンター・デッド』（1995年）、『ウェイク・オブ・マゼラン』（1997年）に引き続きエドガー・ジェリンズが描いた。

## 反響
本作はドイツで大きな成功を収め、メーディア・コントロール・ゲーエフカー・インターナツィオナールによるアルバム・チャートでは7位に達して、バンド初のトップ10入りを果たした。バンドの母国アメリカでは、総合チャートのBillboard 200にはランク・インしていないが、『ビルボード』のインディペンデント・アルバム・チャートでは49位に達した。

## 収録曲
特記なき楽曲はジョン・オリヴァ、ポール・オニール、クリス・キャファリーの共作。
1. ステイ・ウィズ・ミー・アワイル - "Stay with Me Awhile" - 5:06
2. ゼア・イン・ザ・サイレンス - "There in the Silence" - 4:57
3. カミサール - "Commissar" - 5:36
4. アイ・シーク・パワー - "I Seek Power" - 6:03
5. ドライヴ - "Drive" - 3:17
6. モーフィーン・チャイルド - "Morphine Child" - 10:13
7. ザ・ルーマー - "The Rumor" - 5:16
8. マン・イン・ザ・ミラー - "Man in the Mirror" - 5:56
9. サレンダー - "Surrender" (Jon Oliva, Paul O'Neill) - 6:40
10. アウェイクン - "Awaken" - 3:23
11. バック・トゥ・ア・リーズン - "Back to a Reason" (J. Oliva, P. O'Neill) - 6:35

### 日本盤ボーナス・トラック
1. ジーザス・セイヴス (Live in Germany '97) - "Jesus Saves (Live in Germany '97)" (J. Oliva, P. O'Neill) - 4:28
2. ハンドフル・オブ・レイン (Live in Germany '97) - "Handful of Rain (Live in Germany '97)" (J. Oliva, P. O'Neill) - 5:27

### アメリカ盤ボーナス・トラック
1. ショットガン・イノセンス - "Shotgun Innocence" (J. Oliva, Criss Oliva, P. O'Neill) - 4:28

## 参加ミュージシャン
- ジョン・オリヴァ - ボーカル、キーボード、バッキング・ボーカル
- クリス・キャファリー - ギター、バッキング・ボーカル
- ジョニー・リー・ミドルトン - ベース、バッキング・ボーカル
- ジェフ・プレイト - ドラムス、バッキング・ボーカル

アディショナル・ミュージシャン
- アル・ピトレリ - ギター
- ボブ・キンケル - キーボード、バッキング・ボーカル
- ジョン・ウェスト - バッキング・ボーカル